# 君だけなんだっ!
「君だけなんだっ!」は、ピストルバルブの2枚目のシングル。2007年7月25日発売。発売元はR and C Ltd.。

## 解説
初回限定版は「君だけなんだっ!」のビデオクリップのDVD付き。

## 収録曲
1. 君だけなんだっ!
（作詞:峯音＋ピストルバルブ 作曲:早川大地＋ピストルバルブ 編曲・ホーンアレンジ:永田“zelly”健志＋ピストルバルブ）
フジテレビ系『ザ・ベストハウス123』2代目エンディングテーマ（2007年6月‐2007年9月）
2. サルスカ
（作詞:峯音＋ピストルバルブ 作曲:永田“zelly”健志 編曲:永田“zelly”健志＋ピストルバルブ　ホーンアレンジ:ラム・アスカ）
ヨシモト∞（無限大）2部エンディングテーマ（2007年7月2日‐2008年3月31日）
フジテレビ系『映画の達人』エンディングテーマ
3. DEAR TEDDY ♪セオドア・ルーズベルトに捧ぐかも（＾＾；）
（作詞:峯音＋ピストルバルブ 作曲:永田“zelly”健志 編曲・ホーンアレンジ:永田“zelly”健志＋ピストルバルブ